# Бучі Емечета
Флоренс Онієбучі «Бучі» Емечета ОБЕ (21 липня 1944 — 25 січня 2017) — нігерійська прозаїкиня, яка проживала у Великій Британії з 1962 року, писала п'єси та автобіографію, а також твори для дітей. Вона була автором понад 20 книг, серед яких «Громадянин другого класу» (1974), «Ціна нареченої» (1976), «Рабиня» (1977) та «Радість материнства» (1979). Більшість її ранніх романів були опубліковані Еллісон і Басбі, де її редактором була Маргарет Басбі.
Теми Емечети щодо дитячого рабства, материнства, жіночої незалежності та свободи завдяки освіті здобули визнання критиків та були нагороджені почесними відзнаками. Одного разу вона описала свої історії як «історії світу … [де] … жінки стикаються із загальнолюдськими проблемами бідності та гноблення, і чим довше вони залишаються, незалежно від того, звідки походили спочатку, тим більше їх проблеми стають ідентичними». Її роботи досліджують напруженість між традицією та сучасністю. Її характеризують як «першу успішну темношкіру жінку-романістку, яка живе у Великій Британії опісля 1948 року».

## Раннє життя та освіта
Емечета народилася 21 липня 1944 року в Лагосі, Нігерія, у батьків батьків Ігбо Аліси (Оквуеквухе) Емечети та Джеремі Нвабудінке. Її батько був залізничником і формувальником. Через гендерну упередженість того часу, молоду Бучі Емечету спочатку тримали вдома, а її молодшого брата відправляли до школи; але, переконавши батьків розглянути переваги її освіти, вона провела раннє дитинство в місіонерській школі для дівчат. У дев'ятирічному віці втратила батька, яий помер від ускладнень, спричинених раною, отриманою в болотах Бірми, де він був призваний до війни за лорда Луї Маунтбаттена та залишки Британської імперії. Через рік Емечета отримала повну стипендію в школі методистів для дівчат в Ябі, Лагос, де вона пробула до 16 років, коли в 1960 році вийшла заміж за Сильвестра Онворді, школяра, з яким вона була заручена з 11 років. Пізніше того ж року, вона народила дочку, а в 1961 році у них народився син.
Онворді негайно переїхав до Лондона, щоб відвідувати університет, і Емечета приєдналася до нього там із першими двома дітьми в 1962 р. За шість років вона народила п’ятьох дітей, трьох доньок та двох синів. Її шлюб був нещасливим і часом насильницьким, про що свідчать її автобіографічні праці, такі як «Громадянин другого класу» 1974 року. Щоб зберегти розсудливість, Емечета писала у вільний час. Однак її чоловік був глибоко занепокоєний  її творчістю, і врешті-решт спалив її перший рукопис, як було описано в "Ціні нареченої", опублікованій у 1976 році. Це була перша її книга, яку втім довелося переписати, оскільки першу версію було знищено. Пізніше вона сказала: "Між двома версіями було п'ять років". У 22 роки, вагітна п'ятою дитиною, Емечета покинула чоловіка. Працюючи задля утримання своїх дітей, вона здобула ступінь бакалавра соціології в Лондонському університеті в 1972 році. В автобіографії 1984 року, "Голова над водою", вона написала: "Що стосується мого виживання за останні двадцять років в Англії, коли мені було трохи більше двадцяти, тягнучи з собою чотирьох  немовлят, а вагітних п'ятим - то було чудо ". Пізніше вона здобула ступінь доктора філософії в університеті в 1991 році.

## Кар'єра
Емечета почала писати про свій досвід життя темношкірих британців у регулярній колонці в штаті Нью-Стейтсмен, і колекція цих творів стала її першою опублікованою книгою в 1972 році "У канаві". Напівавтобіографічний роман зафіксував боротьбу головної героїні на ім’я Ада, яка змушена жити в житловому масиві, працюючи бібліотекаркою, щоб утримувати п’ятьох своїх дітей. Другий роман, опублікований двома роками пізніше, «Громадянин другого класу» (Allison and Busby, 1974) також спирався на життєвий досвід Емечети. Обидві книги в результаті були опубліковані в одному томі Еллісон і Басбі під назвою «Історія Ада» (1983) ). Ці історії представили три основні теми Емечети, які були прагненням до рівного ставлення, впевненості в собі та гідності, як жінки. Її праці Gwendolen (1989), також опубліковані як Kehinde (1994) та The New Tribe (2000) певним чином відрізняються, оскільки вони стосуються питань життя іммігрантів у Великій Британії.
З 1965 по 1969 рр. Емечета працювала бібліотечним працівником Британського музею в Лондоні [6]. З 1969 по 1976 рр. вона була молодіжним працівником і соціологом Управління освіти Внутрішнього Лондона [6] [21], а з 1976 по 1978 рр. Працювала громадською працівницею в Камдені, Північний Лондон [4] [6], тим часом продовжуючи випускати подальші романи з Еллісон і Басбі - "Наречена Ціна" (1976), "Рабиня" (1977), "Радість материнства" (1979) і "Біафра" ("Пункт призначення") (1982), - а також дитячі книги "Тіч Кіт" (1979) та Ніде грати (1980).
Після свого авторського успіху Емечета часто подорожувала, як запрошений професор та викладач. Вона відвідала кілька американських університетів, включаючи Пенсильванський університет, Ратгерський університет, Каліфорнійський університет, Лос-Анджелес та Університет Іллінойсу в Урбана-Шампейн. [6] [22] З 1980 по 1981 рік вона була старшим науковим співробітником та запрошеним професором англійської мови в Університеті Калабар, Нігерія. [7] У 1982–1983 рр. Емечета разом із сином Сильвестром керувала видавничою компанією Ogwugwu Afor Publishing Company. Вона отримала стипендію Ради мистецтв Великої Британії в 1982–83 рр. [4] [7], а в 1983 р. була однією з найкращих з молодих британських романістів Гранти [15]. У 1982 році Емечета читала лекції в Єльському університеті та Лондонському університеті [7]. Згодом стала стипендіатом Лондонського університету в 1986 р. [24]
Протягом багатьох років Емечета співпрацювала з багатьма культурними та літературними організаціями, зокрема з Африканським центром, Лондон, і з Премією Кейна за африканські письменства як член Консультативної ради [25].
Бучі Емечета перенесла інсульт у 2010 році [15]. Вона померла в Лондоні 25 січня 2017 року у віці 72 років [15] [19] [26].
Більшість її вигаданих творів зосереджені на сексуальній дискримінації та расових упередженнях, поінформованих власним досвідом, як одинокої матері, так і темношкірої жінки, яка проживала у Сполученому Королівстві [27].

## Нагороди і визнання
Серед почестей, отриманих під час її літературної кар’єри, Емечета виграла в 1978 році премію Джока Кемпбелла [1] від New Statesman (вперше її виграла Чінуа Ачебе "Стріла Бога") [28] за роман «Рабиня» [4] [29], і потрапила до списку 20 найкращих молодих британських романістів журналу Granta 1983 року. [15] [29] [30] У 1979 році вона була членом Консультативної ради Міністра внутрішніх справ Великої Британії.
У вересні 2004 року вона з'явилася на фотографії "Великого дня в Лондоні", зробленій у Британській бібліотеці, на якій зображено 50 темношкірих та азіатських письменників, які зробили великий внесок у сучасну британську літературу [31] [32]. У 2005 р. вона отримала статус спеціаліста з питань літератури [15].
У 1992 р. Емечета отримала почесний статус доктора літератури в Університеті Фарлі Дікінсона [33].

## Спадщина
У 2017 році син Емечети Сильвестр Онворді оголосив про створення Фонду Бучі Емечета - благодійної організації, що просуває літературні та освітні проєкти у Великій Британії та Африці, - яка була розпочата в Лондоні 3 лютого 2018 року в Брунейській галереї, SOAS, разом із новими видання кількох її книг, опублікованими Онворді через його Omenala Press. Серед учасників святкування - "збір письменників, критиків, художників, видавців, ентузіастів літератури та культурних активістів з усього світу, включаючи Лондон та інші частини Великої Британії, Франції, Німеччини, США, Канади, Нігерії, Гани, Кенія, Південно-Африканська Республіка і Карибський басейн "- були Дайан Еббот, Лейла Абулела, Керрол Бойс Девіс, Маргарет Басбі, Джеймс Керрі, Луїза Ухум Егбуніке, Ернест Еменйону, Акачі Езейгбо, Кадія Джордж, Мпалайв Мсіска, Ґрейс Ніколс, Аластер Нівен, Іреносен Окодзіє, Вероніка Таджо, Марі Лінтон Уме, Вангуа Горо та Бібі Бакаре-Юсуф.
Бучі Емечета фігурує під номером 98 у списку 100 жінок, які змінили світ, визнаних журналом BBC History Magazine у серпні 2018 року.
У березні 2019 року пивоварня Camden Town запустила футбольний комплект із використанням ілюстрацій "деяких найбільш надихаючих жіночих ікон, які вплинули на домашній район пивоварні Камден".
21 липня 2019 року, яке мало б бути 75-річчям від дня народження Емечети, Google вшанував її життя дудлом.
У жовтні 2019 року новий виставковий простір у бібліотеці для студентів Голдсмітського університету Лондона був присвячений Бучі Емечеті.

## Праці

### Романи
- У канаві (1972) [4]
- Громадянин другого класу (1974) [4]
- Ціна нареченої (1976) [4] [7]
- Рабиня (1977); лауреат премії Джока Кемпбелла від New Statesman's 1978 року [4]
- Радість материнства (1979) [4]
- Місячна наречена (1981) [7]
- Наша власна свобода (з фотографіями Меґі Мюррей; 1981) [52]
- Призначення Біафра (1982) [4]
- Найра Пауер (1982) [7]
- Історія Ади [У канаві / Громадянин другого класу] (Лондон: Allison & Busby, 1983).
- Згвалтування Шаві (1983) [4]
- Подвійне ярмо (1982) [4] [5]
- Вид шлюбу (Лондон: Макміллан, 1986); Серія «Номери романів».
- Гвендолен (1989). Опубліковано в США як The Family [53]
- Кехінде (1994) [4]
- Нове плем’я (2000) [4]

### Автобіографії
- Голова над водою (1984; 1986) [7] [29]

### Книги для дітей / молоді
- Тіч Кіт (ілюстрував Томас Джозеф; 1979) [7] [29]
- Ніде грати (ілюстрував Пітер Арчер; 1980) [4] [29]
- Боротьбовий матч (1981) [7]

### П'єси
- Поміщик Джуджу (епізод Коронного суду), Телевізор Гранади, 1975 р. [54] [55]
- Вид шлюбу, телебачення BBC, 1976 р. [4] [55]
- Сімейний договір, телебачення BBC, 1987 р. [56]

### Статті
- Чорний вчений, листопад – грудень 1985 р., С. 51.
- "Фемінізм з маленьким" f "!" у Кірстен Х. Петерсен (ред.), Критика та ідеологія: Друга африканська письменницька конференція, Стокгольм 1988 р., Упсала: Скандинавський інститут африканських досліджень, 1988 р., с. 173–181.
- Журнал Essence, серпень 1990 р., С. 50.
- The New York Times Book Review, 29 квітня 1990 р.
- Щотижневики видавців, 16 лютого 1990 р., С. 73; передруковано 7 лютого 1994 р., с. 84.
- Світова література сьогодні, осінь 1994, с. 867.

## Додаткові матеріали
- Каррі, Джинетт. Пробудження африканських жінок: динаміка змін [Архівовано 19 лютого 2020 у Wayback Machine.]. Cambridge Scholars Press, 2004.
- Umeh, Marie (ред.), Emerging Perspektive Buchi Emecheta (Передмова Маргарет Басбі), Africa World Press, 1996. ISBN 9780865434554.

## Почесті та присвяти
- Денніс Абрамс, "Коментарі до роботи пізнього нігерійського письменника-новеліста Бучі Емечета" [Архівовано 21 квітня 2021 у Wayback Machine.], Видання видань, 30 січня 2017 р.
- Adekeye Adebajo, "Почесті африканській жінці мужності" [Архівовано 21 квітня 2021 у Wayback Machine.], The Guardian (Нігерія), 31 січня 2017 р.
- Адекунле, "Данина літературній левиці" [Архівовано 24 квітня 2021 у Wayback Machine.], Авангард (Нігерія), 17 лютого 2017 р.
- Джейн Брайс, "Своєрідна кар'єра: згадування Бучі Емечета" [Архівовано 23 січня 2021 у Wayback Machine.], Васафірі, 10 лютого 2017 р.
- Маргарет Басбі, "Почесті Бучі Емечета" [Архівовано 22 лютого 2021 у Wayback Machine.], The Guardian, 3 лютого 2017 р.
- Ішані Чавда, "Темнобританські письма: присвята Бучі Емечеті" [Архівовано 17 серпня 2020 у Wayback Machine.], gal-dem, 18 травня 2017 р.
- Vimbai Chinembiri, "Buchi Emecheta: How she made her writing voice for women" [Архівовано 18 травня 2018 у Wayback Machine.], Her (Зімбабве), 28 січня 2017 р.
- Рада премії Каїна[en] за африканські письма, "Почесті Бучі Емечеті (1944–2017)" [Архівовано 21 квітня 2021 у Wayback Machine.], блог премії Кейн, 1 лютого 2017 року.
- Вільям Граймс[en], "Бучі Емечета, нігерійський письменник, помирає у 72 роки" [Архівовано 21 квітня 2021 у Wayback Machine.], The New York Times, 10 лютого 2017 р.
- Фред Обера, "Нігерія: пам'ять про нігерійську літературну ікону Бучі Емечета", AllAfrica, 26 січня 2017 р.
- Маргарет Олеле, "Про Бучі Емечету та жіноцтво" [Архівовано 22 квітня 2021 у Wayback Machine.], The Guardian (Нігерія), 14 березня 2017 р.
- Сильвестр Онворді, "Згадуючи мою матір Бучі Емечету, 1944–2017" [Архівовано 11 квітня 2021 у Wayback Machine.], New Statesman, 31 січня 2017 р. Також як "Згадуючи Бучі Емечету, нігерійський прозаїк, феміністка, моя мати" [Архівовано 23 січня 2021 у Wayback Machine.], Африканські аргументи (Королівське африканське товариство[en]), 1 лютого 2017
- Нії Осундаре[en], "Ненавмисний фемініст: для Бучі Емечета, 1944–2017" [Архівовано 21 квітня 2021 у Wayback Machine.], "Сахара Репортерс", 29 січня 2017 р.

## Зовнішні посилання
- Вебсайт Фонду Бучі Емечета [Архівовано 9 березня 2021 у Wayback Machine.]
- "Бучі Емечета - П’ять книг у данину" [Архівовано 27 липня 2020 у Wayback Machine.], Sunday Trust, 5 лютого 2017 р.
- Бучі Емечета в Британській Раді [Архівовано 28 січня 2017 у Wayback Machine.]: Література
- Біо Бучі Емечета на BBC Worldwide [Архівовано 7 березня 2021 у Wayback Machine.].
- Сторінка Бучі Емечета в університеті Еморі [Архівовано 7 березня 2021 у Wayback Machine.].
- Колекція фільмів і відео про мистецтво Роланда. Розмова письменників: Ідеї нашого часу - Бучі Емечета розмовляє з Сушейлою Настою.
- Сторінка Бучі Емечета [Архівовано 21 квітня 2021 у Wayback Machine.] в Соболі.